# Деровере
Деровере (італ. Derovere) — муніципалітет в Італії, у регіоні Ломбардія,  провінція Кремона.
Деровере розташоване на відстані близько 410 км на північний захід від Рима, 95 км на південний схід від Мілана, 18 км на схід від Кремони.
Населення — 302 особи (2014).

## Демографія
Населення за роками:

Станом на 1 січня 2023 року в муніципалітеті офіційно проживало 38 іноземців з 9 країн, серед них 11 громадян країн Євросоюзу та 2 громадяни України.

## Сусідні муніципалітети
- Ка'-д'Андреа
- Каппелла-де'-Піченарді
- Челла-Даті
- Чинджа-де'-Ботті
- П'єве-Сан-Джакомо